# Philipp Weber (Handballspieler)
Philipp Weber (* 15. September 1992 in Schönebeck (Elbe)) ist ein deutscher Handballspieler.

## Vereinskarriere
Philipp Weber spielt seit seinem siebten Lebensjahr Handball. Bevor er 2003 zum SC Magdeburg wechselte, spielte er in der Jugend der SG Eintracht Glinde. 2010 wurde Weber in die 2. Mannschaft des SCM aufgenommen. Um mehr Spielpraxis auf höherem Niveau sammeln zu können, wechselte er zur Saison 2011/2012 zum HC Empor Rostock. Bevor er jedoch ein Spiel für Empor bestreiten konnte, verletzte er sich schwer an der Schulter und musste operiert werden. Der Vertrag mit dem HC Empor Rostock wurde noch im Sommer 2011 aufgelöst und Weber kehrte zum SC Magdeburg zurück, wo er eine kaufmännische Ausbildung in der Geschäftsstelle des SC Magdeburg begann und einen Vertrag bis 2014 unterzeichnete.
Nach der überstandenen Verletzungspause wurde er im Januar 2012 mit einem Zweitspielrecht für den SC DHfK Leipzig ausgestattet. Sein Bundesligadebüt für den SC Magdeburg gab Weber am 8. Februar 2012 beim 28:25 gegen den TuS N-Lübbecke. Drei Tage später absolvierte er beim 33:31 gegen RK Našice sein erstes EHF-Pokal-Spiel für den SC Magdeburg. Somit debütierte er für den SC Magdeburg, bevor er sein geplantes Debüt für den SC DHfK Leipzig geben konnte.
Im Mai 2012 wurde gemeldet, dass Philipp Weber nicht wie geplant für ein Jahr in Leipzig spielen wird. Grund für diese personelle Entscheidung war, dass Marko Bezjak erst zur Saison 2013/14 zum SC Magdeburg wechseln sollte und er deshalb als zweiter Spielmacher neben Stian Tønnesen im Kader des SCM stand.
Im Januar 2013 musste sich Philipp Weber einer weiteren Schulteroperation unterziehen, wodurch für ihn die Saison endete. Zur Saison 2013/14 wurde sein Vertrag beim SC Magdeburg formell aufgelöst. Ziel war es, ihm nach seiner Verletzung in einem Zweitligaverein die Möglichkeit der Rückkehr in den Spielbetrieb zu geben. Im Juni 2013 unterschrieb er einen Vertrag beim SC DHfK Leipzig und stieg mit diesem in die 1. Bundesliga auf, wo er anschließend noch ein Jahr für die Sachsen spielte.
Im Sommer 2016 wechselte Weber für eine Saison zur HSG Wetzlar und wurde dort Torschützenkönig der Bundesliga. Zur Saison 2017/18 kehrte er zum SC DHfK Leipzig zurück. Im Sommer 2021 schloss er sich erneut dem SC Magdeburg an. Mit den Bördeländern gewann er den IHF Super Globe 2021 und die Deutsche Meisterschaft 2022. 2022 verteidigte er mit dem SCM den Titel beim IHF Super Globe 2022. Mit dem SCM gewann er die EHF Champions League 2022/23 im Finale gegen KS Kielce mit 30:29 nach Verlängerung. Beim IHF Super Globe 2023 gewann er zum dritten Mal in Folge die Klub-Weltmeisterschaft, zog sich in der Vorrunde aber eine Knieverletzung zu. Im Jahr 2024 gewann er mit dem SCM den DHB-Pokal und die deutsche Meisterschaft. In der EHF Champions League 2024/25 gewann er mit dem SCM das Finale gegen die Füchse Berlin.

## Nationalmannschaft
Philipp Weber absolvierte 68 Jugend-Länderspiele für die DHB-Auswahl. 2010 belegte er bei der U18-Europameisterschaft mit Deutschland den 4. Platz und wurde in das All-Star Team gewählt. Bei einem Fünf-Nationen-Turnier 2012 in Polen wurde er zum besten Spieler des Turniers gewählt. Er warf bei diesem Turnier 29 Tore bei vier Siegen gegen Ungarn, Polen, Tschechien und Portugal.
Am 3. Januar 2017 gab er sein Länderspieldebüt gegen Rumänien. Sein erstes Tor in der Nationalmannschaft warf er in seinem zweiten Länderspiel, einem Testspiel gegen Schweden. Zur Europameisterschaft 2018 wurde er von Bundestrainer Christian Prokop in den 20er-Kader berufen, der die Vorbereitung bestritt. Am 7. Januar wurde er in den endgültigen 16er-Kader berufen und nahm damit an der EM 2018 teil. Mit der deutschen Auswahl nahm er an den Olympischen Spielen in Tokio teil.
Bei der Europameisterschaft 2022 bestritt er alle sieben Spiele und erzielte 15 Tore. Bei der Weltmeisterschaft 2023 erreichte er mit der deutschen Nationalmannschaft den 5. Platz. Er stand im Kader für die Europameisterschaft 2024 und belegte mit Deutschland den 4. Platz.